# Plätzwiese

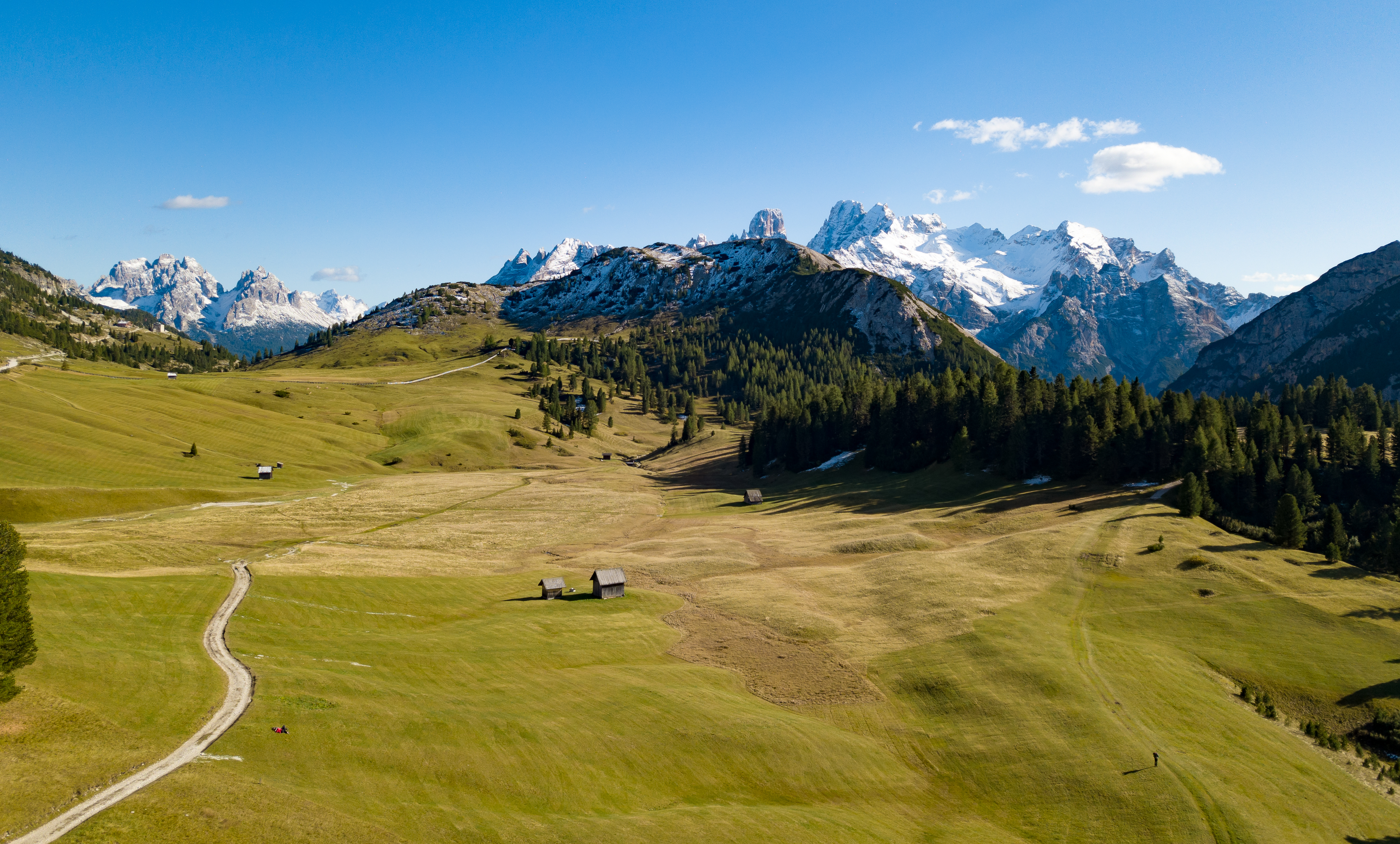
Luftbild der Plätzwiese in den Pragser Dolomiten, links hinten das Sperrwerk Plätzwiese, im Hintergrund Monte Cristallo

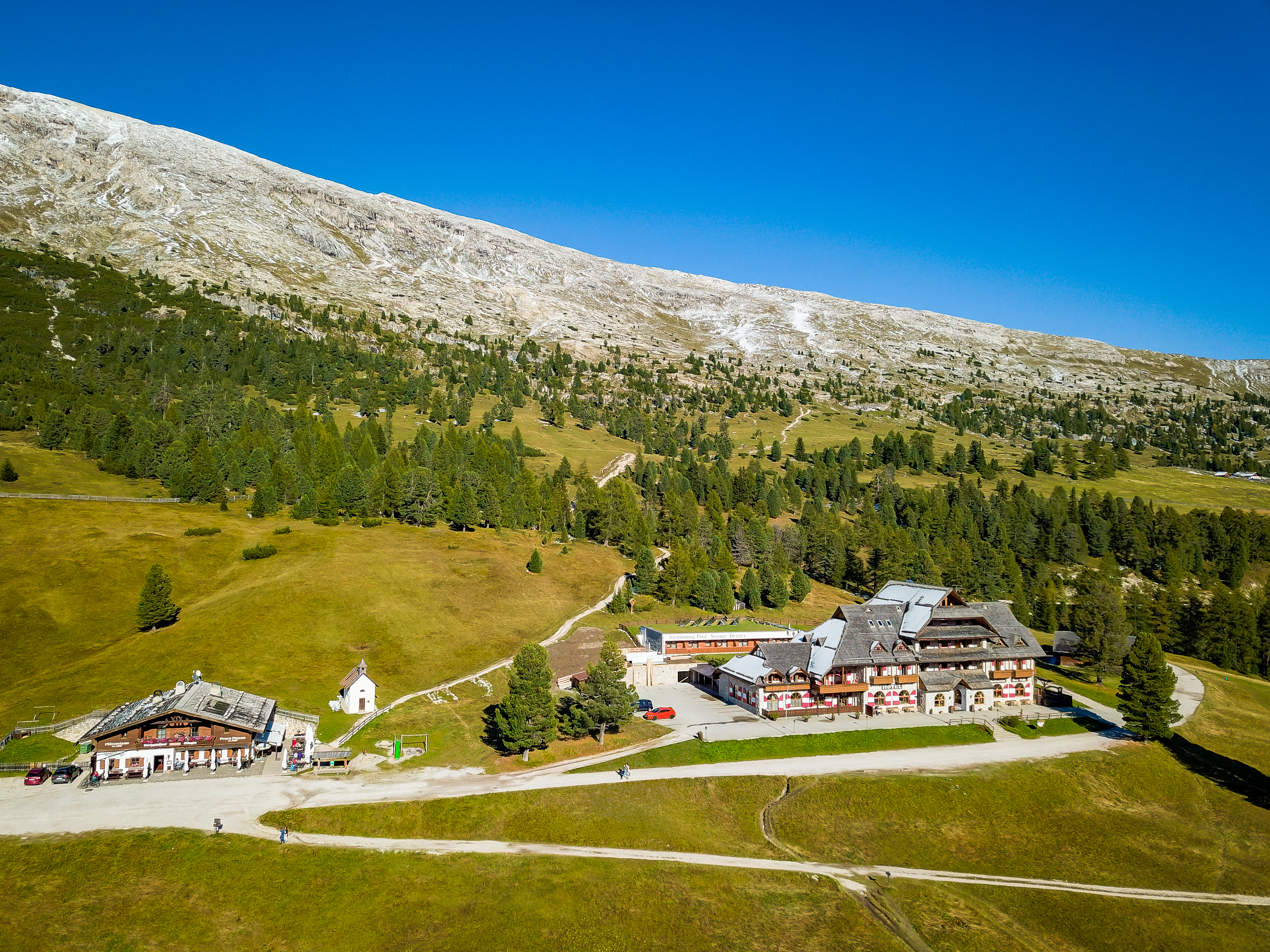
Berggasthof Plätzwiese und Hotel Hohe Gaisl

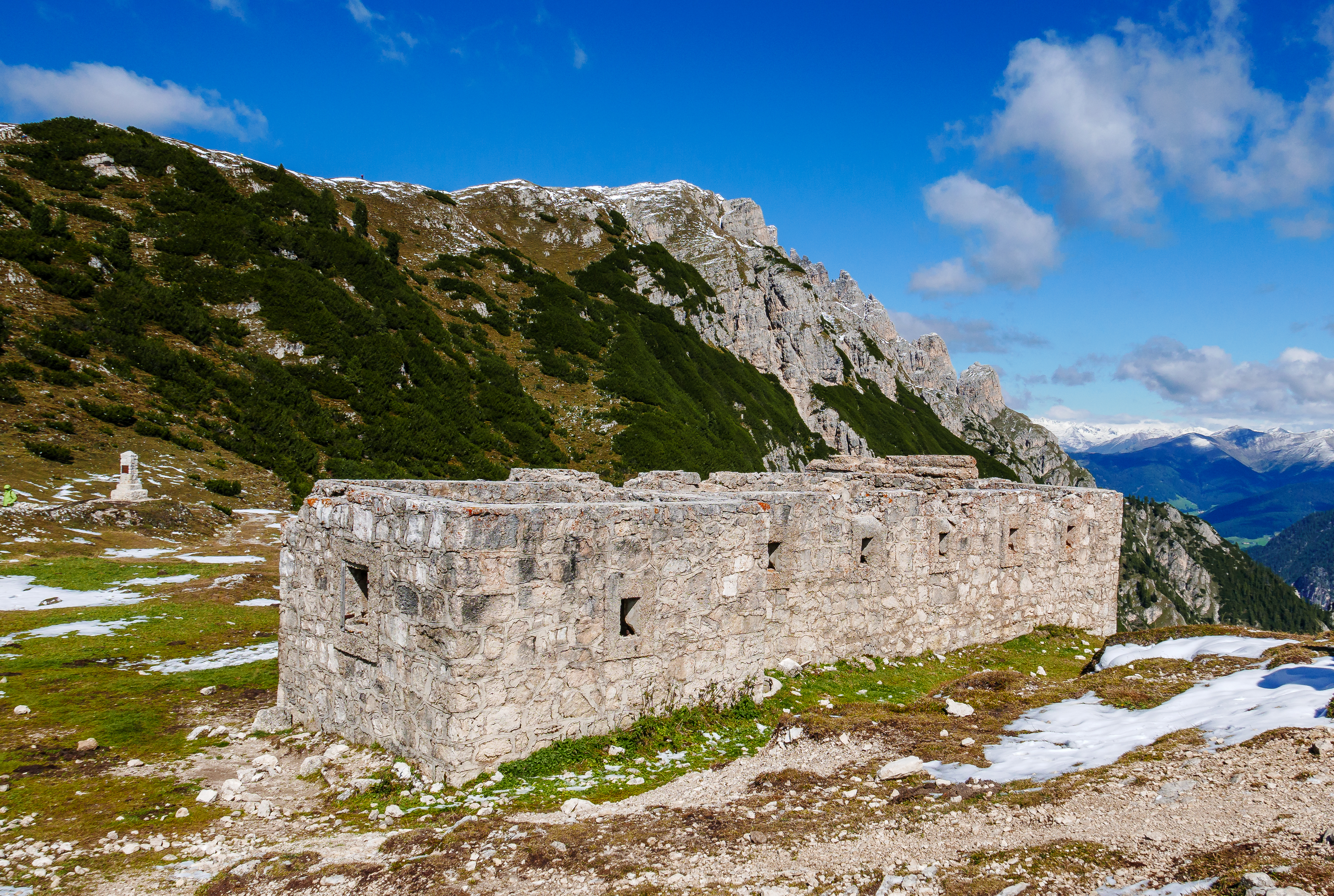
Plätzwiese, Ruine des Außenforts am Strudelkopfsattel nordöstlich des Sperrwerks

Die Plätzwiese (italienisch Prato Piazza) ist ein vielbesuchtes Hochplateau in den Pragser Dolomiten in Südtirol im Naturpark Fanes-Sennes-Prags. Das etwa 2000 m hoch gelegene Plateau am Südende des Pragser Tals ist umgeben von den Bergmassiven der Hohen Gaisl, der Drei Zinnen, der Tofana und des Monte Cristallo. Das Plateau ist über eine Mautstraße von Prags im Norden oder über eine nicht öffentliche Straße von Schluderbach im Süden erreichbar. Unter anderem ist es Ausgangspunkt zur Wanderung auf den Dürrenstein und die Helltaler Schlechten. Von 1898 bis 1900 errichtete Musch & Lun das Hotel Plätzwiese, das um 1900 zu den schönsten Berghotels in Südtirol zählte. Leider wurde das reizvolle Gebäude durch einen Brand zerstört. Heute gewähren der Berggasthof Plätzwiese, das Hotel Hohe Gaisl und die Dürrensteinhütte Unterkunft. Auf der Plätzwiese befindet sich die äußerlich wiederhergestellte, Österreichisch-Ungarischen Verteidigungsanlage Werk Plätzwiese.
Auch im Winter ist die Plätzwiese ein beliebtes Ausflugsziel im Hochpustertal. Langlaufen und Rodeln werden hier zu dieser Zeit geboten. Die Wanderung zum Heimkehrerkreuz auf den 2307 m hohen Strudelkopf ist ebenfalls im Winter möglich. Ungefähr 40 Minuten braucht man von der Dürrensteinhütte, um dieses Gipfelkreuz zu erreichen. Die Dürrensteinhütte und das Hotel Hohe Gaisl haben auch im Winter geöffnet.

## Geschichte
Bereits in Urkunden des späten 12. Jahrhunderts, darunter einem Privileg Kaiser Friedrichs I. von 1187, wird die Plätzwiese als Almgebiet im Besitz des Hochstifts Freising bzw. seiner Tochtergründung Stift Innichen erwähnt – die entsprechenden Namensformen lauten „Pletces“ bzw. „Pleces“. Dies deutet auf eine frühe agrarwirtschaftliche Bedeutung und Nutzung der Gebirgslagen hin, die zum Objekt der hochmittelalterlichen Reichspolitik im Alpenraum wurden.

Luftbild der Plätzwiese in den Pragser Dolomiten, im Hintergrund Monte Cristallo und Hohe Gaisl